# Реслманія XXIV
«Реслманія» (англ. «WrestleMania», в хронології відома як «Реслманія XXIV») — дватцять четверта Реслманія в історії. Шоу проходило 30 березня 2008 року у Орландо в Сітрус Боул.
Квитки на шоу надійшли в продаж 3 листопада 2007. Проведення шоу принесло економіці Орландо близько 51,5 млн доларів, що більш ніж вдвічі більше, ніж планувалося .